# Claës-Wilhelm Pilo

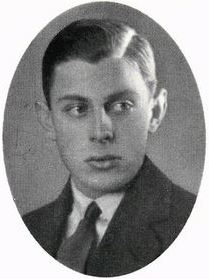
Claës-Wilhelm Pilo.

Claës-Wilhelm Pilo, född 28 juli 1907 i Göteborg, död 20 september 1992, var en svensk kemiingenjör och företagsledare.
Pilo, som var son till filosofie kandidat Wilhelm Pilo och Signe Hedström, utexaminerades från Kungliga Tekniska högskolan 1930. Han var ingenjör vid Stockholms gasverk 1930–1933, förste ingenjör och sekreterare vid Svenska gasverksföreningen 1933–1934, överingenjör vid Göteborgs gasverk 1934–1940, chefsingenjör vid Stockholms gasverk 1940–1949, direktör där 1950–1952 och verkställande direktör i Svenska Skifferolje AB 1961–1969. 
Pilo var styrelseledamot Gas- och koksverkens ekonomiska förening 1950–1954, i Svenska Skifferolje AB 1948–1969 (vice ordförande 1955–1959), i Svenska gasverksföreningen 1935–1953 (ordförande 1942–1953) och vice president i Internationella gasverksunionen 1946–1954. Han innehade uppdrag för statliga och kommunala verk och enskilda industrier, var ledamot av Kungliga Ingenjörsvetenskapsakademiens industriella råd 1961–1969, av Kvarntorpskommissionen 1961–1965 och vice ordförande i AB Geaverken 1964–1969.